# Jimmy Barrington
James "Jimmy" Barrington (15. november 1901 - ukendt) var en engelsk fodboldspiller, der spillede i Football League for Bradford City, Wigan Borough og Nottingham Forest.
Barrington skiftede til Wigan Borough i 1925, hvor han spillede 71 kampe fordelt på to sæsoner før hans stop i klubben i 1927.